# Raión de Haivoron
Haivoron (en ucraniano: Гайворонський район) es un raión o distrito de Ucrania en el óblast de Kirovogrado. 
Comprende una superficie de 645 km².
La capital es la ciudad de Haivoron.

## Demografía
Según estimación 2010 contaba con una población total de 43143 habitantes.

## Otros datos
El código KOATUU es Koatuu. El código postal 26300 y el prefijo telefónico +380 5254.